# Lyman Ward
Lyman Ward (* 21. Juni 1941 in Saint John, New Brunswick) ist ein kanadischer Schauspieler.

## Leben und Karriere
Nach seinem Universitätsabschluss an der St. Thomas University in Miramichi im Jahr 1963 wandte Lyman Ward sich der Schauspielerei zu. Den ersten Auftritt im US-Fernsehen übernahm der gebürtige Kanadier 1971 mit einer Gastrolle in der Bonanza-Folge Easy Come, Easy Go. In den folgenden Jahren kam er zu einigen Gastrollen im Fernsehen sowie ersten kleinen Filmrollen, doch erst mit Beginn der 1980er-Jahre nahm seine Karriere an Fahrt auf. Der grauhaarige, hochgewachsene Schauspieler wurde vor allem für ernsthafte und tüchtige Figuren besetzt, etwa als Geschäftsmann, Polizist, Arzt oder Vater.
Seine vielleicht bekannteste Filmrolle verkörperte Ward im Jahr 1986 als Matthew Brodericks Vater in der John-Hughes-Komödie Ferris macht blau. Seine Rolle des Mr. Bueller nahm er später mit seinem Auftritt als Vater von Chris Evans in der Filmparodie Nicht noch ein Teenie-Film! (2001) aufs Korn. Im Jahr 1987 spielte er in der Komödie Ein Ticket für Zwei erneut unter der Regie von Hughes, hier spielte er einen Geschäftspartner von Steve Martin. 1990 wurde er für die Rolle des Vaters Jim Walsh in der Fernsehserie Beverly Hills, 90210 besetzt, allerdings wurde er während der Dreharbeiten zur Pilotfolge entlassen und durch James Eckhouse ersetzt. Bis heute trat Ward in insgesamt rund 100 Film- und Fernsehproduktionen auf. Zuletzt war er 2022 in dem Horrorfilm In the Forest in der Rolle des Großvaters zu sehen. 2016 veröffentlichte er den Historienroman Fortune's Tide.
Lyman Ward war dreimal verheiratet, alle Ehen wurden geschieden. Von 1986 bis 1992 war er in dritter Ehe mit der Schauspielerin Cindy Pickett verheiratet, die er bei den Dreharbeiten zu Ferris macht blau kennenlernte. In Ferris macht blau (1986) und Schlafwandler (1992) verkörperten sie jeweils ein Ehepaar. Pickett und Ward haben gemeinsam zwei Kinder.

## Filmografie (Auswahl)
Kino
- 1973: Coffy – die Raubkatze (Coffy)
- 1977: The Last of the Cowboys
- 1981: Ist das nicht mein Leben? (Whose Life Is It Anyway?)
- 1984: Love Letters
- 1984: Moskau in New York (Moscow on the Hudson)
- 1984: Protocol – Alles tanzt nach meiner Pfeife (Protocol)
- 1985: Nightmare II – Die Rache (A Nightmare on Elm Street, Part 2: Freddy’s Revenge)
- 1985: Creature – Die dunkle Macht der Finsternis (Creature)
- 1986: Ferris macht blau (Ferris Bueller’s Day Off)
- 1987: Ein Ticket für Zwei (Planes, Trains & Automobiles)
- 1988: She’s Having a Baby (Cameo als er selbst)
- 1988: Velvet Dreams – Wenn Träume tödlich enden (Perfect Victims)
- 1991: Boomer – Überfall auf Hollywood (The Taking of Beverly Hills)
- 1992: Schlafwandler (Sleepwalkers)
- 1993: Die Beverly Hillbillies sind los! (The Beverly Hillbillies)
- 1995: Das Profil der Bestie (Serial Killer)
- 1996: Independence Day
- 1996: Secret Agent Club (The Secret Agent Club)
- 2001: Nicht noch ein Teenie-Film! (Not Another Teen Movie)
- 2005: Wo die Liebe hinfällt … (Rumor Has It…)
- 2013: Farah Goes Bang
- 2022: In the Forrest

Fernsehen
- 1971: Bonanza (1 Folge)
- 1977: Kojak – Einsatz in Manhattan (Kojak, 1 Folge)
- 1979: Kampfstern Galactica (Battlestar Galactica, 1 Folge)
- 1982: Remington Steele (1 Folge)
- 1983: Hart aber herzlich (Hart to Hart, 4 Folgen)
- 1985: Dallas (1 Folge)
- 1986: Das A-Team (The A-Team, 1 Folge)
- 1987: Magnum (1 Folge)
- 1988: Familienbande (Family Ties, 1 Folge)
- 1989: Matlock (1 Folge)
- 1991–1995: Mord ist ihr Hobby (Murder, She Wrote, 3 Folgen)
- 1999: Practice – Die Anwälte (The Practice, 1 Folge)
- 2001–2003: JAG – Im Auftrag der Ehre (JAG, 3 Folgen)
- 2002: First Monday (12 Folgen)
- 2005: Hotel Zack & Cody (The Suite Life of Zack & Cody, 1 Folge)
- 2008: Monk (1 Folge)
- 2014: Legit (2 Folgen)
- 2015: Transparent (1 Folge)